# Aelbert Cuyp
Aelbert Jacobsz Cuyp (Dordrecht, 20 de outubro de 1620 — 15 de novembro de 1691) foi um pintor holandês do período barroco.Cuyp é conhecido pelas paisagens campestres em que se destacam principalmente os efeitos de luz.
Nascido numa família de pintores paisagistas, suas primeiras obras foram paisagens realistas, de composição em diagonal e colorido pardacento, que demonstram a influência de Van Goyen, como, por exemplo, "Cena fluvial com moinhos ao longe". Por volta de 1645, passou a inspirar-se nos velhos pintores de Utrecht e desenvolveu um estilo pessoal, que o tornou um dos maiores paisagistas dos Países Baixos do século XVII.
Em alguns de seus quadros usou os efeitos de luz e os reflexos dourados do sol sobre as árvores, à maneira de Claude Lorrain, como nas telas "No rio" e "Vista de Nimegen". Criou paisagens que se tornaram clássicas, vistas fluviais, marinhas e cenas portuárias, nas quais a linha do horizonte marca a gradação de tons e cria impressão de espaço. A obra de Cuyp influenciou pintores holandeses e ingleses dos séculos XVII e XVIII.

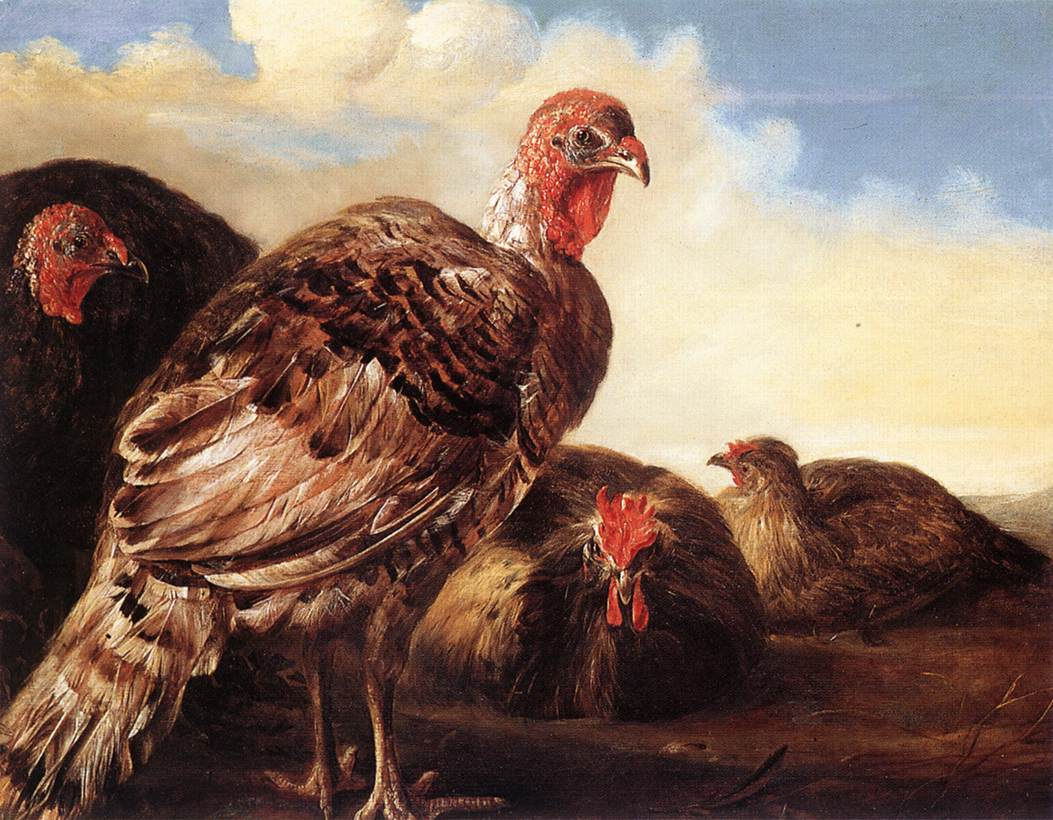
Peru doméstico - Museu Groeninge.
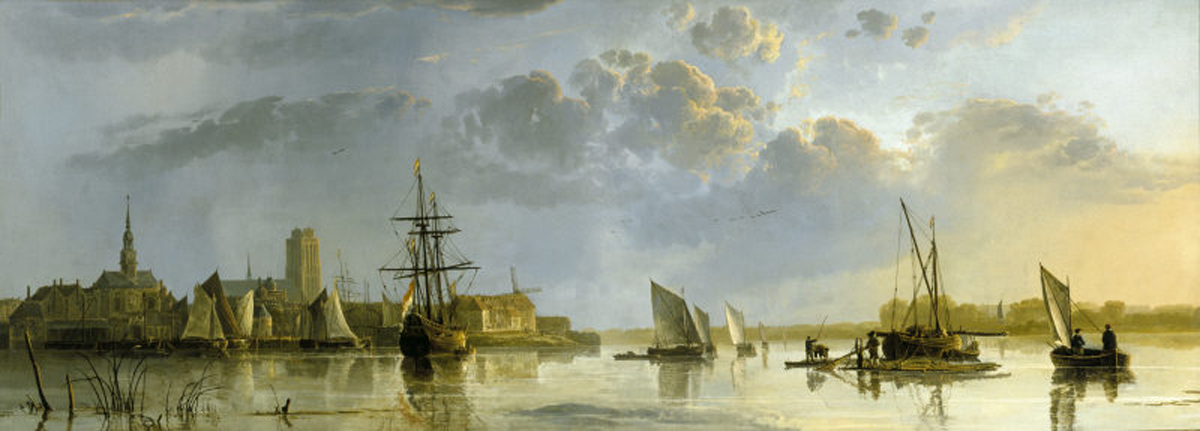
Vista de Dordrecht - Cena fluvial com moinhos ao longe.
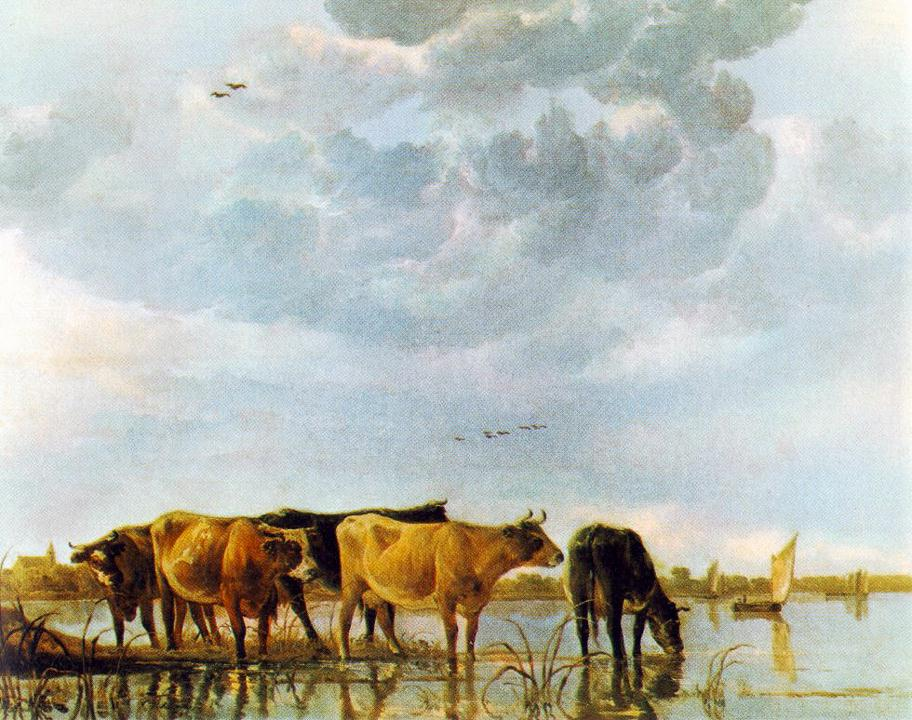
Vacas na água - Museu de Artes Budapeste.
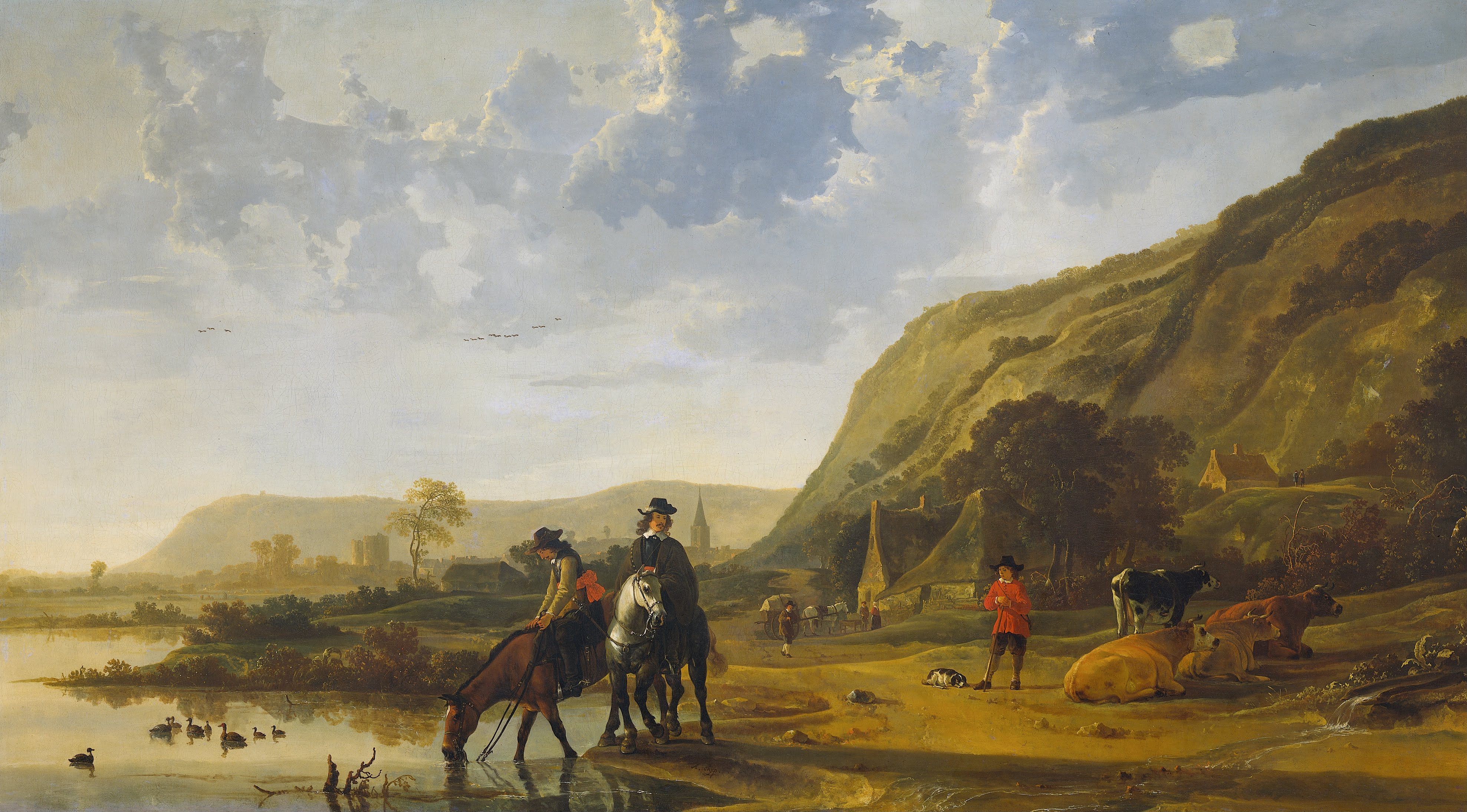
Paisagem do rio - Museu Rijksmuseum, Amsterdam.